# 류트

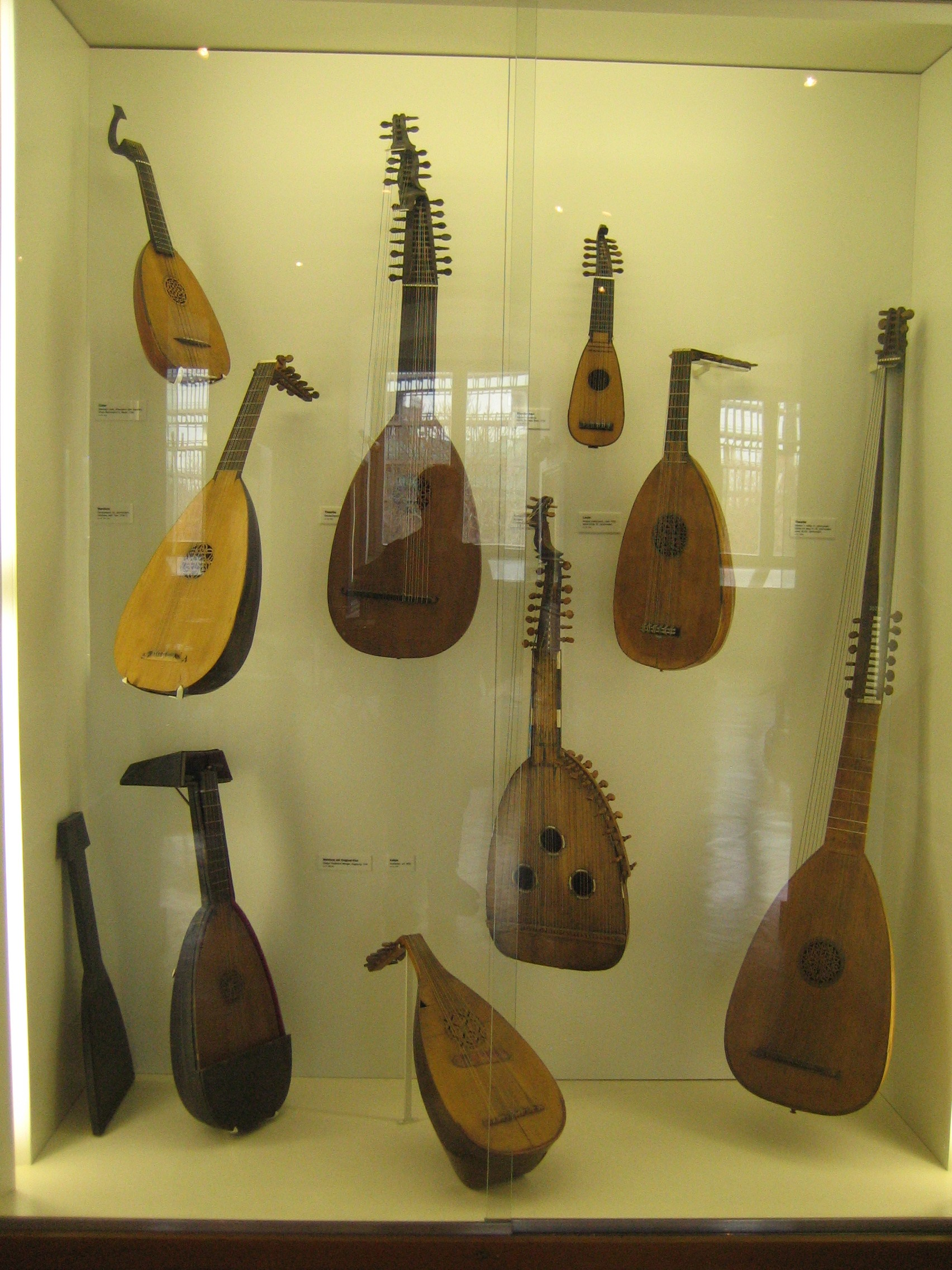
여러 가지 류트.

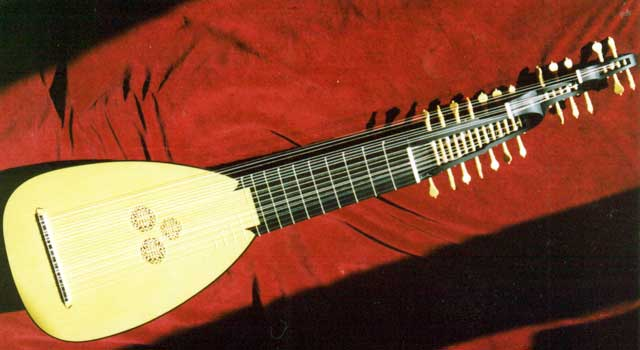
바로크 류트.

류트(lute)는 16세기에서 18세기까지 유럽에서 널리 유행했던 기타와 유사한 발현악기이다. 줄의 수는 6줄, 8줄, 10줄, 13줄, 14줄 등 다양하며, 표기의 매체로는 태블러처(tablature)가 사용되며, 방법은 크게 이탈리아식과 영국식(프랑스식) 으로 나뉜다. 류트를 연주하는 사람을 루티스트(Lutist), 혹은 루트니스트(Lutenist)라하며, 제작자는 루티어(Luthier)라고 한다.

## 역사
류트는 16세기와 17세기에 유럽에서 가장 널리 쓰인 발현악기(撥絃樂器)이다. 류트의 기원은 멀리 사산조 페르시아의 바르바트(barbat)라는 악기이다. 이것이 중국으로 전파되어 비파가 되었고, 아랍, 북아프리카를 거쳐 서방으로 전파된 것이 류트가 되었다. 10세기에 아라비아에서는 우드(Al'ud, oud)라는 이름으로 사용되었다. 16세기 초, 르네상스 시대에 6줄로 발전되어 보급되었고, 그때부터 류트를 위한 곡들이 쏟아졌다. 점점 줄 수는 8줄, 10줄로 늘었고, 계속된 발전의 결과 마침내 17세기에 류트는 최고 전성기에 들었다. 영국에서는 다울랜드(J.Dowland)등의 작곡가들이 활약하였다. 바흐가 류트 조곡(Lute Suites)을 쓰기도 하였다.
18세기 하이든의 작곡 이후, 산업혁명의 발전으로 류트가 크게 소실되었었다. 그러나 20세기 이후 미국과 영국의 복원자들의 노력으로 다시 현대에 이르러서는 류트 음악을 희미하게나마 들을 수 있게 되었다. 대한민국의 루티스트와 루티어로서는 김영익이 있다.

## 구조와 소리
류트의 구조상의 특징은 복현이며 프렛이 있고, 줄감개집은 지판(指板)의 뒤로 굽었으며 앞판(響板)에는 아름다운 장식으로 된 둥근 울림구멍(響口, Rosette)이 있다. 고전적 류트의 줄은 르네상스와 아칠류트는 가장 높은 음을 내는 1코스, 바로크류트는 1, 2코스, 테오르보는 모든 코스가 단현이고 나머지는 복현으로 6코스 르네상스류트는 합계 11현(1x1+2x5)이다. 르네상스 류트의 조현(調絃)은 사－사, 다－다, 바－바, 가－가, 라1－라1, 사1이다.

## 같이 보기
- 현악기
- 튀르키예의 음악
- 그리스 음악
- 고음악
- 부주키
- 만돌린
- 우드 (악기)
- 바을라마
- 밴조
- 비파
- 비와
- 비파 (악기)
- 샤미센
- 시타르
- 타르 (현악기)
- 월금
- 요한 게오르크 하만
- 안토니오 스트라디바리